# Contrôle des marchés financiers
 (août 2012).
Le contrôle et la réglementation des marchés financiers visent au bon fonctionnement des bourses et autres activités financières faisant appel à l'épargne publique.

## Organismes
Cette activité revient à des institutions publiques telles l'Autorité des marchés financiers (AMF) en France et au Québec, l'Autorité des services et marchés financiers (FSMA) en Belgique, la SEC aux États-Unis, le Conseil déontologique des valeurs mobilières (CDVM) au Maroc ou le Conseil du marché financier (CMF) en Tunisie.

## Champs d'intervention
Les missions de ces organismes consistent notamment à :
- définir des règles de fonctionnement et de sécurité des marchés financiers pour faire échec aux manipulations et aux problèmes que provoquerait une absence de liquidité ou de solvabilité (de ces marchés) pouvant bloquer les échanges ;
- contrôler la justesse et l'exhaustivité de l'information donnée au public par les entreprises émettrices ;
- vérifier la régularité des opérations de bourse, et plus généralement toutes celles sur les valeurs mobilières (actions et obligations), et enquêter notamment sur les éventuels délits d'initié.

## Surveillance courante
Par contre la surveillance journalière des marchés pour parer à tout incident est de la responsabilité des bourses elles-mêmes, avec intervention éventuelle des trésors publics et banques centrales en cas de crise systémique grave (krach).